# Shellshock 2: Blood Trails
Shellshock 2: Blood Trails es un videojuego de disparos en primera persona desarrollado por Rebellion Developments y publicado por Eidos Interactive, para PlayStation 3, Xbox 360 y Microsoft Windows.

## Argumento
Shellshock 2: Blood Trails es un  videojuego de survival horror y de disparos en primera persona, ambientado en la Guerra de Vietnam. El argumento se desarrolla en torno a un miembro de las fuerzas especiales que desapareció después de ser enviado a las junglas de Camboya a recuperar una carga conocida como WhiteKnight, que fue perdida al estrellarse un avión.